# Rhampholeon
Genre
Rhampholeon est un genre de sauriens de la famille des Chamaeleonidae.

## Répartition
Les 30 espèces de ce genre se rencontrent en Afrique de l'Est, en Afrique centrale et en Afrique australe.

## Description
Ce sont des animaux de petite taille, les plus grandes espèces dépassant à peine 15 centimètres (Rhampholeon spinosus) et les plus petites faisant moins de 5 centimètres queue comprise (Rhampholeon uluguruensis). La majorité des espèces font moins de 10 centimètres, les mâles étant généralement plus petits que les femelles. Le corps est aplati latéralement, en forme de feuille, avec des membres très fins. La queue est courte, trapue, quasiment non préhensile.
Leur appellation de caméléons nains vient de la taille relativement faible de nombreuses espèces, dont la plupart font moins de 10 centimètres queue comprise. Ils partagent ce nom avec les espèces du genre Brookesia, leur équivalent sur l'île de Madagascar, et avec les espèces du genre Rieppeleon qui comprend des espèces précédemment classées dans ce genre.

## Habitat
Ces reptiles vivent principalement au sol ou près du sol, même s'il y a quelques exceptions. Ils vivent dans les régions de forêts humides et denses, aux températures en général clémentes. Il y a toutefois quelques exceptions, certaines espèces vivant dans des milieux plus secs et ouverts. Ceux vivant dans des zones présentant un été trop chaud ou sec « hibernent » en attendant le retour de temps plus cléments.
Le morcellement de leur habitat par les activités humaines rend ses populations fragiles, à la fois par la réduction de leur surface de répartition et par l'impossibilité de se déplacer ou de se mélanger (morcellement de la répartition d'une même espèce)
.

## Étymologie
Le nom de ce genre, Rhampholeon, vient du grec ramph, bec, et de leo, lion, signifiant caméléon, soit « caméléons à bec ».

## Liste des espèces
Selon The Reptile Database (18 octobre 2024) :
- Rhampholeon acuminatus Mariaux & Tilbury, 2006
- Rhampholeon beraduccii Mariaux & Tilbury, 2006
- Rhampholeon bombayi Hughes et al. in Hughes et al., 2024[4]
- Rhampholeon boulengeri Steindachner, 1911
- Rhampholeon bruessoworum Branch, Bayliss & Tolley, 2014
- Rhampholeon chapmanorum Tilbury, 1992
- Rhampholeon colemani Menegon et al., 2022[5]
- Rhampholeon gorongosae Broadley, 1971
- Rhampholeon hattinghi Tilbury & Tolley, 2015
- Rhampholeon marshalli Boulenger, 1906
- Rhampholeon maspictus Branch, Bayliss & Tolley, 2014
- Rhampholeon monteslunae Hughes et al. in Hughes et al., 2024[6]
- Rhampholeon moyeri Menegon, Salvidio & Tilbury, 2002
- Rhampholeon msitugrabensis Hughes et al. in Hughes et al., 2024[7]
- Rhampholeon nalubaale Hughes et al. in Hughes et al., 2024[8]
- Rhampholeon nchisiensis (Loveridge, 1953)
- Rhampholeon nebulauctor Branch, Bayliss & Tolley, 2014
- Rhampholeon nicolai Menegon et al., 2022[5]
- Rhampholeon platyceps Günther, 1893
- Rhampholeon plumptrei Hughes et al. in Hughes et al., 2024[9]
- Rhampholeon princeeai Menegon et al., 2022[5]
- Rhampholeon rubeho Menegon et al., 2022[5]
- Rhampholeon sabini Menegon et al., 2022[5]
- Rhampholeon spectrum (Buchholz, 1874)
- Rhampholeon spinosus (Matschie, 1892)
- Rhampholeon temporalis (Matschie, 1892)
- Rhampholeon tilburyi Branch, Bayliss & Tolley, 2014
- Rhampholeon uluguruensis Tilbury & Emmrich, 1996
- Rhampholeon viridis Mariaux & Tilbury, 2006
- Rhampholeon waynelotteri Menegon et al., 2022[5]

## Publication originale
- Günther, 1874 : Description of some new or imperfectly known species of Reptiles from the Cameroon Mountains. Proceedings of the Zoological Society of London, vol. 1874, p. 442-445 (texte intégral).